# Żararaka lancetowata
Żararaka lancetowata, kajsaka (Bothrops atrox) – gatunek jadowitego węża z podrodziny grzechotników (Crotalinae) w obrębie rodziny żmijowatych (Viperidae).
Występowanie
Żararaka lancetowata zamieszkuje Amerykę Południową na południe po Peru, północną Boliwię i środkową Brazylię. Spotyka się ją również na wyspach: Martynika, Saint Lucia, Trynidad, na których została sztucznie zaaklimatyzowana przez plantatorów, aby jej obecność w buszu i dżungli odstraszała niewolników od ucieczek z plantacji. Na terenie swego występowania jest najpospolitszym wężem jadowitym, a ze względu na swą agresywność powoduje największą liczbę ugryzień.
Występuje w rozmaitych biotopach, zwłaszcza w lasach tropikalnych, również w środowisku zmienionym przez człowieka, często na plantacjach i polach uprawnych. Zwykle występuje w bliskim sąsiedztwie strumieni, jezior lub rzek.
Wygląd
Kajsaka prowadzi naziemny tryb życia. Barwa ciała żółtobrązowa, zielonkawa lub brązowa z ciemnymi trójkątnymi plamami w jasnej obwódce, brzuch jasny, zwykle kremowy lub jasnobrązowy bez plam, głowa wydłużona, pysk oszczepowato zaostrzony, wierzch głowy czekoladowobrązowy. Długość zazwyczaj około 100 cm, maksymalnie 150 cm, według niektórych źródeł może osiągać do 200 cm długości.
Dymorfizm płciowy
Dymorfizm płciowy wyrażony w długości ciała jest szeroko rozpowszechniony u węży i jest przedmiotem licznych badań. Żararaka lancetowata jest płciowo dymorficzna, samice są większe niż samce, z wyjątkiem długości ogona. Osobniki żeńskie mają również stosunkowo większe głowy, różniące się nie tylko wielkością, ale także kształtem. Wyniki badań wskazują, że zarówno wielkość, jak i kształt głowy różnią się znacznie już u nowo wyklutych. Zmiany kształtu głowy w B. atrox wiążą się z allometrią i podążają za podobnymi trendami u obu płci: nowo wyklute mają stosunkowo krótszą i bardziej rozrośniętą głowę oraz krótszy pysk, podczas gdy u dorosłych osobników widoczna jest szersza i spłaszczona głowa.
Fizjologia i zachowanie
Jad kajsaki w badaniach laboratoryjnych jest trochę słabszy niż u innych gatunków dużych żararak, ale wydzielina przy ukąszeniu w dużej ilości może być dla człowieka bardzo niebezpieczna. Żyworodna samica może wydać na świat ponad 100 młodych. Żywi się drobnymi ssakami, głównie gryzoniami. Jak większość grzechotników poluje z zasadzki.
Jad żmii zawiera reteplazę, używaną w diagnostyce laboratoryjnej do oceny czasu batroksobinowego układu krzepnięcia.